# Адам Франц Фугер фон Кирхберг-Вайсенхорн
Адам Франц Йозеф Фугер фон Кирхберг-Вайсенхорн (на немски: Adam Franz Joseph Fugger Graf zu Kirchberg und Weissenhorn; * 22 ноември 1695 във Вайсенхорн; † 11 май 1761 във Вайсенхорн) е граф на Фугер-Кирхберг-Вайсенхорн в Бавария.
Той е син на граф Франц Зигмунд Йозеф Фугер фон Кирхберг-Вайсенхорн (1661 – 1720) и съпругата му графиня Мария Анна фон Мугентал (1666 – 1721), дъщеря на граф Конрад Зигмунд фон Мугентал, господар на Ваал († 1690) и Анна Маргарета Фугер фон Нордендорф, графиня фон Кирхберг-Вайсенхорн (1640 – 1687), дъщеря на граф Максимилиан Фугер фон Кирхберг-Вайсенхорн (1608 – 1669) и Мария Франциска фон Тьоринг († 1650).
Той умира на 65 години на 11 май 1761 г. във Вайсенхорн и е погребан там.

## Фамилия
Адам Франц Фугер фон Кирхберг-Вайсенхорн се жени на 12 март 1718 г. за фрайин Мария Изабела Антония фон Шьонберг (* 18 февруари 1693; † януари 1762), дъщеря на фрайхер Йохан Андреас фон Шьонберг и Мария Гил фон Гилсберг. Те имат децата:
- Мария Анна Фугер фон Кирхберг-Вайсенхорн (* 19 май 1719, Вайсенхорн; † 31 май 1805, Вайсенхорн, погребана в Маркдорф), неомъжена
- Франц де Паула фон Кирхберг-Вайсенхорн (1720 – 1757)
- Карл Алберт фон Кирхберг-Вайсенхорн (1723 – 1762)
- Йохан Непомук Клеменс Август Фугер фон Кирхберг-Вайсенхорн (* 2 януари 1723, Вайсенхорн; † 15 юли 1781), женен на 12 април 1749 г. в Аугсбург за графиня Мария Анна фон Велсперг-Примьор (* 3 ноември 1728; † 10 януари 1809, Пасау, погребана в Пасау), дъщеря на граф Йозеф Игнац Карл Дионис цу Велсперг, Райтенау, Примьор и Лангенщайн (1702 – 1760) и графиня Мария Габриела фон и цу Шпринценщайн и Нойхауз (1704 – 1740); имат пет деца
- Изабела фон Кирхберг-Вайсенхорн (1725 – 1799), омъжена I. 1751 г. за фрайхер Франц Ксавер фон Щайн-Рехтенщайн († 1765), II. за Йохан Ернст Аманд фрайхер Дитрих († 1778)
- Йозеф Анселм фон Кирхберг-Вайсенхорн (1733 – 1793)